# Ягомастас, Энзис
Энзис Ягомастас (лит. Enzys Jagomastas; 22 марта 1870, Пагегяй — 30 июня 1941, Паняряй) — литовский политик, издатель, общественный и культурный деятель.

## Жизнь
Энзис Ягомастас родился в Пагегяе, но почти всю жизнь провёл в Тильзите, который находился поблизости. Отсюда он активно участвовал в общественной жизни Литвы. С 1898 года он имел свою типографию, где печатал множество литовских книг и газет. Принадлежал к тильзитскому обществу «Бируте». В 1918 году подписал знаменитый Тильзитский акт. Редактировал журнал «Aušra» («Рассвет») — 1896—1900 годы, «Savaitrastis» (еженедельно) — 1912—1913 годы, «Naujasis Tilžės Keleivis» («Новый путешественник Тильзита») — с 1924 года (вместе с дочерью) и «Unsere Stimme» («Наш голос») — с 1929 года, в котором он отвечал на немецкие нападки в адрес литовцев. В 1940 году нацистское правительство Германии запретило печать любых литовских газет, поэтому Ягомастас вынужден был эмигрировать в Литву, которая к тому времени была занята Советским Союзом. Когда немцы оккупировали Литву, Ягомастас с женой, дочерью и двумя сыновьями были казнены без суда и следствия немецкой тайной полицией (Гестапо) 30 июня 1941 года под Вильнюсом.